# Learjet 55
Dimensions
Le Learjet 55 est un jet d'affaires américain construit dans les années 1980 et 1990.

## Historique
C'est au salon du Bourget de 1977 que les dirigeants de l'entreprise Learjet annoncèrent le développement d'un nouvel avion baptisé Learjet 55. Il fut certifié en mars 1981 et commença sa carrière commerciale en avril de la même année.

## Versions
- Learjet 55 Longhorn, version de série.
- Learjet 55ER, version dérivée à autonomie accrue.
- Learjet 55LR, version à long rayon d'action.
- Learjet 55XLR, version à très long rayon d'action.

## Accident
Le 31 janvier 2025, peu de temps après son décollage, un Learjet-55 médicalisé d'une société mexicaine s'écrase à proximité d'un centre commercial à Philadelphie, aux États-Unis. Les 6 personnes présentes dans l'avion sont tuées dans cette catastrophe.